# Frank Merrill
Frank Merrill (Hopkinton, 4 dicembre 1903 – Fernandina Beach, 11 dicembre 1955) è stato un generale statunitense.

## Biografia
Era ufficiale dello Stato Maggiore dell'armata comandata sul fronte birmano dal generale Joseph Stillwell; nel febbraio 1944 costituì nell'Assam un gruppo di guerriglieri americani volontari che, con il soprannome di Merrill's Marauders, si batterono dietro le linee giapponesi compiendo atti di sabotaggio. Muovendosi per centinaia di chilometri nella giungla, ottennero notevoli successi nella Birmania, riuscendo, tra l'altro, a conquistare nel maggio 1944 l'aeroporto di Myitkyina, che si rivelò fondamentale per stabilire importanti collegamenti aerei. Nell'ultima parte della seconda guerra mondiale, Merrill divenne capo di Stato Maggiore della 10ª armata americana nel Pacifico.

## Nei media
Alle sue imprese in Birmania è dedicato il film L'urlo della battaglia.